# Mecze reprezentacji Polski w piłce siatkowej kobiet w Lidze Europejskiej

## Mecze Polski

### Liga Europejska 2014
| Nr  | Przeciwnik | Miejsce    | Data       | Wynik (Polska-przeciwnik)              | Impreza      | Raport |
| --- | ---------- | ---------- | ---------- | -------------------------------------- | ------------ | ------ |
| 1.  | Grecja     | Milicz     | 6 czerwca  | 3:0 (25:12, 26:24, 25:14)              | Faza grupowa |        |
| 2.  | Grecja     | Wałbrzych  | 8 czerwca  | 3:2 (23:25, 26:28, 25:19, 25:16, 15:4) | Faza grupowa |        |
| 3.  | Hiszpania  | Valladolid | 13 czerwca | 3:1 (21:25, 25:12, 26:24, 25:14)       | Faza grupowa |        |
| 4.  | Hiszpania  | Valladolid | 14 czerwca | 3:1 (20:25, 25:18, 25:18, 25:16)       | Faza grupowa |        |
| 5.  | Grecja     | Saloniki   | 20 czerwca | 0:3 (21:25, 18:25, 23:25)              | Faza grupowa |        |
| 6.  | Grecja     | Saloniki   | 21 czerwca | 1:3 (19:25, 25:16, 21:25, 22:25)       | Faza grupowa |        |
| 7.  | Niemcy     | Płock      | 28 czerwca | 0:3 (15:25, 20:25, 16:25)              | Faza grupowa |        |
| 8.  | Niemcy     | Płock      | 29 czerwca | 3:1 (19:25, 25:18, 25:19, 25:23)       | Faza grupowa |        |
| 9.  | Niemcy     | Oldenburg  | 5 lipca    | 0:3 (20:25, 23:25, 25:27)              | Faza grupowa |        |
| 10. | Niemcy     | Oldenburg  | 6 lipca    | 0:3 (29:31, 15:25, 16:25)              | Faza grupowa |        |
| 11. | Hiszpania  | Koszalin   | 11 lipca   | 3:0 (25:14, 25:19, 26:24)              | Faza grupowa |        |
| 12. | Hiszpania  | Koszalin   | 12 lipca   | 3:1 (25:19, 24:26, 25:18, 25:21)       | Faza grupowa |        |

### Liga Europejska 2015
| Nr  | Przeciwnik | Miejsce     | Data        | Wynik (Polska-przeciwnik)               | Impreza      | Raport |
| --- | ---------- | ----------- | ----------- | --------------------------------------- | ------------ | ------ |
| 13. | Izrael     | Beer Szewa  | 31 lipca    | 3:2 (20:25, 25:21, 22:25, 27:25, 15:10) | Faza grupowa |        |
| 14. | Izrael     | Beer Szewa  | 1 sierpnia  | 0:3 (23:25, 23:25, 19:25)               | Faza grupowa |        |
| 15. | Grecja     | Kalisz      | 7 sierpnia  | 3:2 (12:25, 25:18, 19:25, 25:22, 15:13) | Faza grupowa |        |
| 16. | Grecja     | Kalisz      | 8 sierpnia  | 1:3 (11:25, 23:25, 25:19, 18:25)        | Faza grupowa |        |
| 17. | Gruzja     | Tbilisi     | 15 sierpnia | 3:0 (25:22, 25:19, 25:22)               | Faza grupowa |        |
| 18. | Gruzja     | Tbilisi     | 16 sierpnia | 3:1 (25:14, 25:23, 20:25, 25:10)        | Faza grupowa |        |
| 19. | Turcja     | Izmir/Konak | 22 sierpnia | 0:3 (19:25, 13:25, 18:25)               | Faza grupowa |        |
| 20. | Turcja     | Izmir/Konak | 23 sierpnia | 1:3 (21:25, 25:23, 12:25, 14:25)        | Faza grupowa |        |
| 21. | Węgry      | Zawiercie   | 28 sierpnia | 0:3 (13:25, 21:25, 18:25)               | Faza grupowa |        |
| 22. | Węgry      | Zawiercie   | 29 sierpnia | 1:3 (19:25, 25:15, 13:25, 18:25)        | Faza grupowa |        |

### Liga Europejska 2016
| Nr  | Przeciwnik | Miejsce    | Data       | Wynik (Polska-przeciwnik)               | Impreza      | Raport |
| --- | ---------- | ---------- | ---------- | --------------------------------------- | ------------ | ------ |
| 23. | Albania    | Twardogóra | 3 czerwca  | 3:1 (21:25, 25:16, 27:25, 27:25)        | Faza grupowa |        |
| 24. | Białoruś   | Twardogóra | 4 czerwca  | 3:2 (22:25, 18:25, 27:25, 26:24, 17:15) | Faza grupowa |        |
| 25. | Słowacja   | Twardogóra | 5 czerwca  | 2:3 (22:25, 18:25, 26:24, 25:19, 8:15)  | Faza grupowa |        |
| 26. | Albania    | Durrës     | 17 czerwca | 2:3 (25:23, 21:25, 29:31, 25:18, 13:15) | Faza grupowa |        |
| 27. | Białoruś   | Durrës     | 18 czerwca | 1:3 (23:25, 22:25, 25:22, 18:25)        | Faza grupowa |        |
| 28. | Słowacja   | Durrës     | 19 czerwca | 3:1 (25:21, 26:24, 13:25, 25:22)        | Faza grupowa |        |

## Bilans spotkań według krajów
| Lp.   | Reprezentacja | Liczba meczów | Wygrane | Wygrane | Wygrane | Przegrane | Przegrane | Przegrane | Bilans meczów wygrane:przegrane | Bilans setów wygrane:przegrane |
| Lp.   | Reprezentacja | Liczba meczów | 3:0     | 3:1     | 3:2     | 2:3       | 1:3       | 0:3       | Bilans meczów wygrane:przegrane | Bilans setów wygrane:przegrane |
| ----- | ------------- | ------------- | ------- | ------- | ------- | --------- | --------- | --------- | ------------------------------- | ------------------------------ |
| 1.    | Albania       | 2             | 0       | 1       | 0       | 1         | 0         | 0         | 1:1                             | 5:4                            |
| 2.    | Białoruś      | 2             | 0       | 0       | 1       | 0         | 1         | 0         | 1:1                             | 4:5                            |
| 3.    | Grecja        | 6             | 1       | 0       | 2       | 0         | 2         | 1         | 3:3                             | 11:13                          |
| 4.    | Gruzja        | 2             | 1       | 1       | 0       | 0         | 0         | 0         | 2:0                             | 6:1                            |
| 5.    | Hiszpania     | 4             | 1       | 3       | 0       | 0         | 0         | 0         | 4:0                             | 12:3                           |
| 6.    | Izrael        | 2             | 0       | 0       | 1       | 0         | 0         | 1         | 1:1                             | 3:5                            |
| 7.    | Niemcy        | 4             | 0       | 1       | 0       | 0         | 0         | 3         | 1:3                             | 3:10                           |
| 8.    | Słowacja      | 2             | 0       | 1       | 0       | 1         | 0         | 0         | 1:1                             | 5:4                            |
| 9.    | Turcja        | 2             | 0       | 0       | 0       | 0         | 1         | 1         | 0:2                             | 1:6                            |
| 10.   | Węgry         | 2             | 0       | 0       | 0       | 0         | 1         | 1         | 0:2                             | 1:6                            |
| Razem | Razem         | 28            | 3       | 7       | 4       | 2         | 5         | 7         | 14:14                           | 51:57                          |

Aktualizacja po LE 2016.

## Bilans spotkań według edycji
| Rok   | Edycja | Miejsce | Liczba meczów | Zwycięstwa | Porażki | Sety  | Trener         |
| ----- | ------ | ------- | ------------- | ---------- | ------- | ----- | -------------- |
| 2014  | VII    | 3.      | 12            | 7          | 5       | 22:21 | Piotr Makowski |
| 2015  | VIII   | 5.      | 10            | 4          | 6       | 15:23 | Wiesław Popik  |
| 2016  | IX     | 5.      | 6             | 3          | 3       | 14:13 | Waldemar Kawka |
| Razem | Razem  | Razem   | 28            | 14         | 14      | 51:57 |                |